# Le Dernier Templier (roman)
Pour les articles homonymes, voir Le Dernier Templier.
Le Dernier Templier (en anglais The Last Templar) est un thriller historique écrit par Raymond Khoury et publié en 2005.

## Synopsis
Une grande soirée est organisée au Metropolitan Museum of Art à New York pour présenter en exclusivité les extraordinaires trésors du Vatican. Soudain quatre hommes surgissent dans le musée en costume de Templiers, semant le chaos sur leur passage, et dérobent un des objets exposés.
Tess Chaykin, brillante archéologue ayant assisté au massacre, et Sean Reilly, agent du FBI chargé de l'enquête, vont alors s'engager dans une chasse au trésor qui va les plonger à l'époque des Templiers et leur faire découvrir le rôle du Vatican dans la chute de ceux-ci...

## Personnages
Voici les personnages principaux du Dernier Templier :
- Tess Chaykin
- Sean Reilly
- Willian Vance
- De Angelis

## Succès
Bien qu'étant  le premier livre de Raymond Khoury, Le Dernier Templier  fut vendu à plus de 3 millions d'exemplaires.

## Adaptation
Le dernier Templier est adapté en bandes dessinées aux éditions Dargaud, sous forme de quatre tomes dessinés par Miguel De Lalor Imbira
- t. 1 : L'Encodeur - 2009
- t. 2 : Le Chevalier de la Crypte. - 2010
- t. 3 : L'Église engloutie - 2011
- t. 4 : Le faucon du temple - 2013
- t. 5 : L'œuvre du démon
- t. 6 : Le chevalier manchot

Télévision
- 2008 : Le Dernier Templier (mini-série) de Paolo Barzman

## Suite
La malédiction des templiers (2010) est la suite du Dernier Templier. Il reprend les personnages de Tess Chaykin et de Sean Reilly. Il y aura ensuite L’Élixir du Diable (2011), Manipulations (2012), et le Dossier Corrigan (2014).